# Pardalote pointillé
Pardalotus punctatus
Espèce
Statut de conservation UICN

 LC  : Préoccupation mineure
Le Pardalote pointillé (Pardalotus punctatus) est une espèce d'oiseaux de la famille des Pardalotidae. Il est endémique de l'Australie.

## Description
C'est l'un des plus petits (il fait de 8 à 10 cm de long) et des plus colorés passereaux vivant en Australie. Bien que moyennement fréquent dans l'ensemble des parties raisonnablement fertiles de l'Australie (côte est, sud-est et sud-ouest), il est rarement vu de suffisamment près pour permettre son identification.
Tous les pardalotes sont tachetés et tous nichent dans des galeries, au moins parfois. Le pardalote pointillé a les taches les plus remarquables de tous les pardalotes et, comme le Pardalote à sourcils rouges, il niche toujours dans les galeries.

## Voix
Les couples émettent de doux sifflements pour s'appeler l'un l'autre tout au long de la journée qui sont entendus très loin.

## Population et conservation
Les populations de Pardalotus punctatus semblent être en baisse mais l'espèce n'est pas considérée comme en danger pour le moment.

## Sous-espèces
D'après la classification de référence (version 5.2, 2015) du Congrès ornithologique international, cette espèce est constituée des trois sous-espèces suivantes (ordre phylogénique) :
- Pardalotus punctatus millitaris Mathews, 1912 ;
- Pardalotus punctatus punctatus (Shaw, 1792) ;
- Pardalotus punctatus xanthopyge McCoy, 1866.

## Galerie

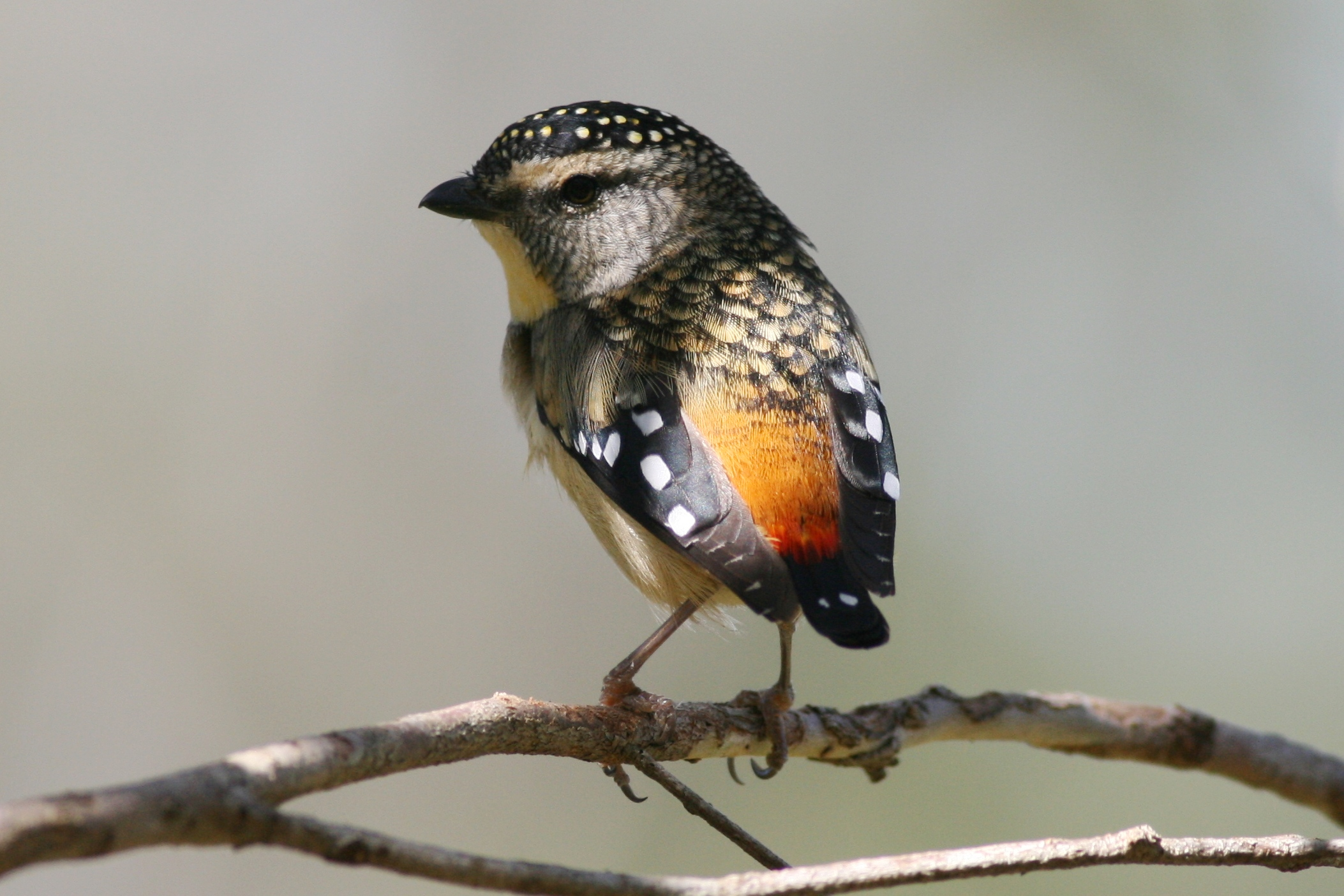
Mâle
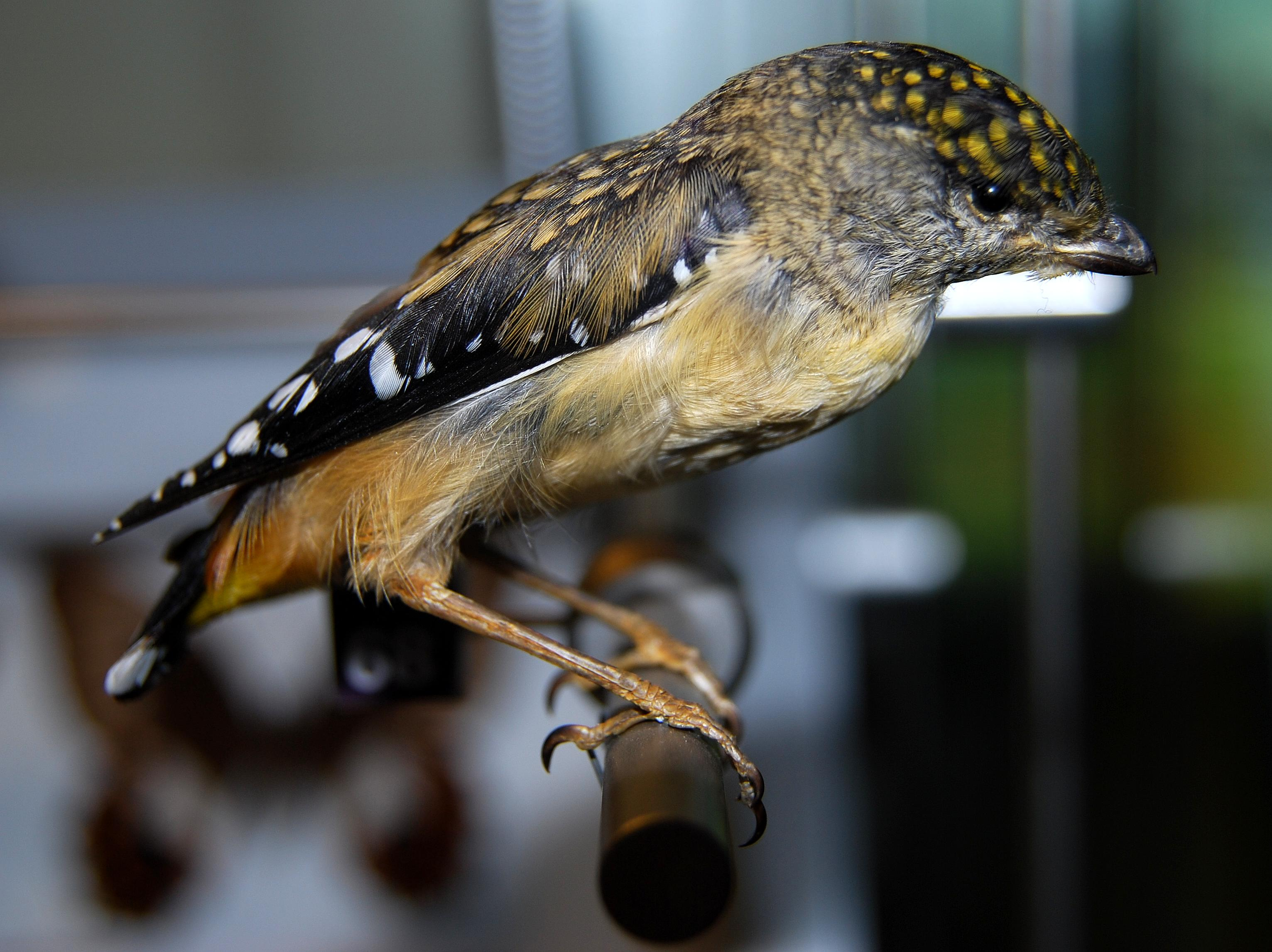
Femelle taxidermisée
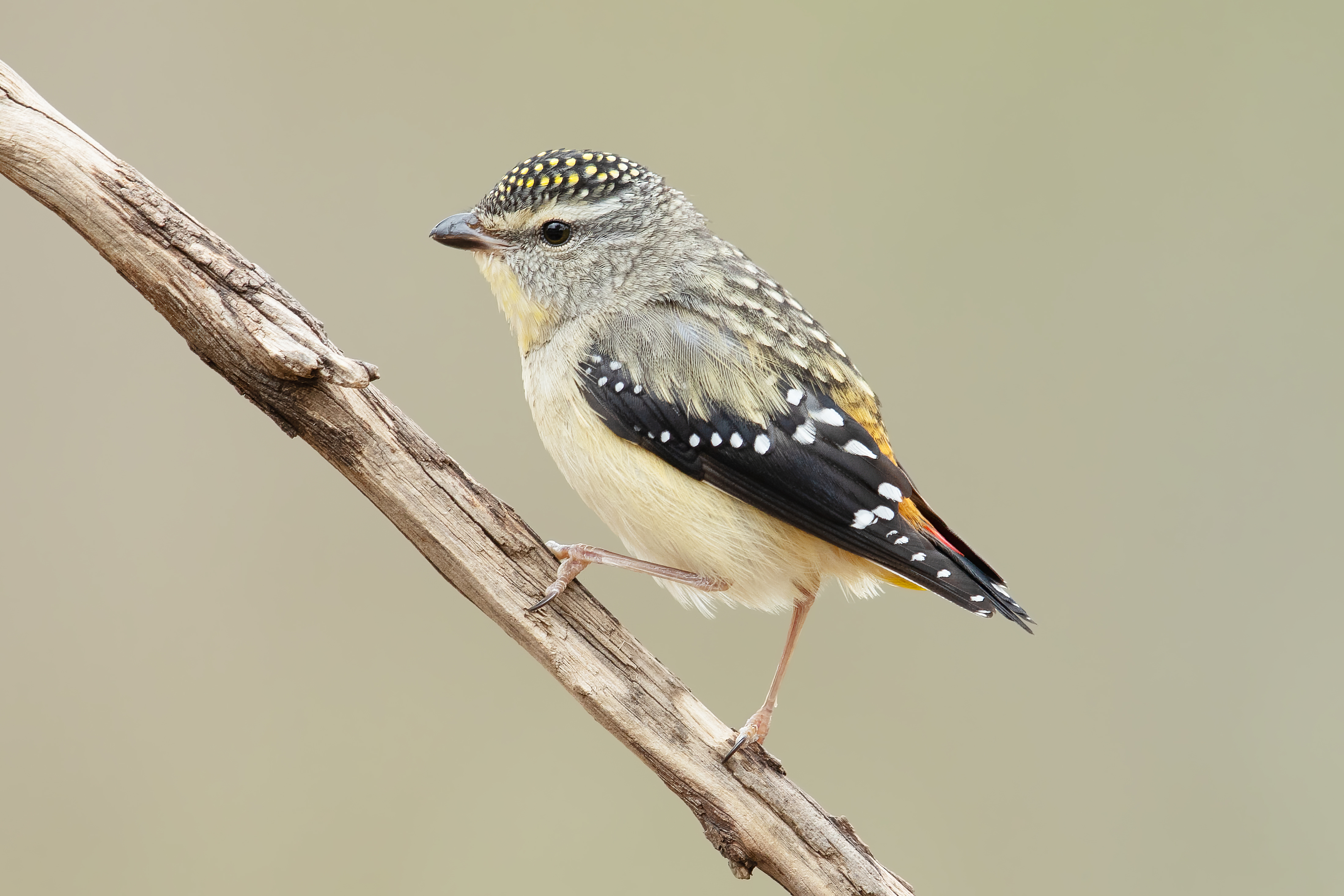
Pardalote pointillée femelle à Lithgow, Nouvelle-Galles du Sud, Australie. Octobre 2019.